# واين دوكري
واين دوكري (بالإنجليزية: Wayne Dockery)‏ هو عازف جاز أمريكي، ولد في 27 يونيو 1941 في كامدن في الولايات المتحدة، وتوفي في 12 يونيو 2018.

## وصلات خارجية
- واين دوكري على موقع ميوزك برينز (الإنجليزية)
- واين دوكري على موقع أول ميوزيك (الإنجليزية)
- واين دوكري على موقع ديسكوغز (الإنجليزية)